# Modeste (1759)
Pour les autres navires du même nom, voir Le Modeste.
Le Modeste est un vaisseau de ligne portant 64 canons à deux ponts construit pour la Marine royale française à Toulon sur les plans de Noël Pomet. Sa construction dure de 1756 à 1759. Il est capturé la même année par la Royal Navy à la bataille de Lagos puis intégré à celle-ci jusqu'en 1800 sous le nom de HMS Modeste.

## Caractéristiques principales
Le Modeste est un bâtiment moyennement artillé mis sur cale selon les normes définies dans les années 1730-1740 par les constructeurs français pour obtenir un bon rapport coût/manœuvrabilité/armement afin de pouvoir tenir tête à la marine anglaise qui dispose de beaucoup plus de navires. Il fait partie de la catégorie des vaisseaux dite de « 64 canons » dont le premier exemplaire est lancé en 1735 et qui sera suivi par plusieurs dizaines d’autres jusqu’à la fin des années 1770, époque où ils seront définitivement surclassés par les « 74 canons. »
Sa coque est en chêne, son gréement en pin, ses voiles et cordages en chanvre. Il est moins puissant que les vaisseaux de 74 canons car outre qu'il emporte moins d'artillerie, celle-ci est aussi pour partie de plus faible calibre, soit :
- vingt-six canons de 24 livres sur sa première batterie percée à treize sabords,
- vingt-huit canons de 12 sur sa deuxième batterie percée à quatorze,
- dix canons de 6 sur ses gaillards[4].

Cette artillerie correspond à l’armement habituel des 64 canons. Lorsqu'elle tire, elle peut délivrer une bordée pesant 540 livres (soit à peu près 265 kg) et le double si le vaisseau fait feu simultanément sur les deux bords. Chaque canon dispose en réserve d’à peu près 50 à 60 boulets, sans compter les boulets ramés et les grappes de mitraille.
Pour nourrir les centaines d’hommes qui compose son équipage, c’est aussi un gros transporteur qui doit avoir pour deux à trois mois d'autonomie en eau douce et cinq à six mois pour la nourriture. C'est ainsi qu'il embarque des dizaines de tonnes d’eau, de vin, d’huile, de vinaigre, de farine, de biscuit, de fromage, de viande et de poisson salé, de fruits et de légumes secs, de condiments, de fromage, et même du bétail sur pied destiné à être abattu au fur et à mesure de la campagne.

## Historique

### Dans la Marine française (1759)

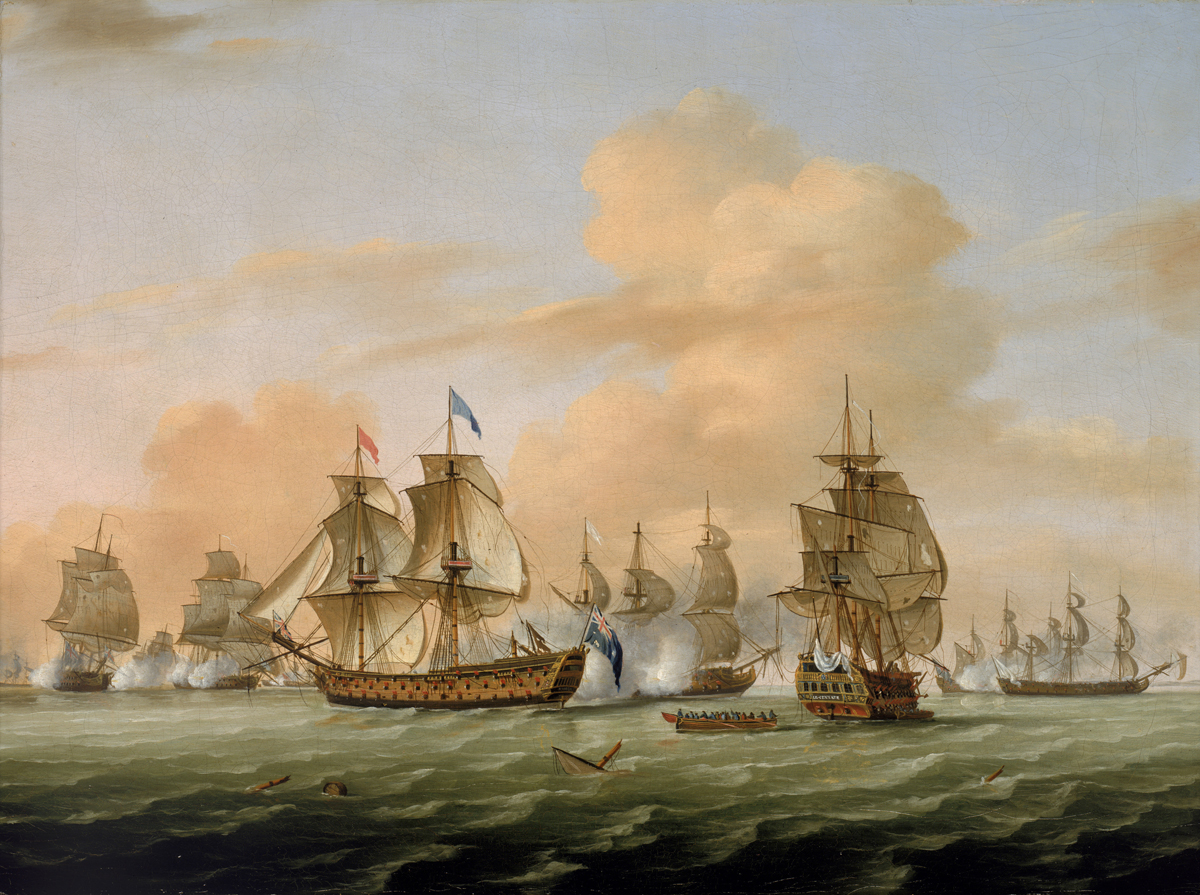
La bataille de Lagos, en 1759, lors de laquelle le Modeste est perdu par la Marine française.

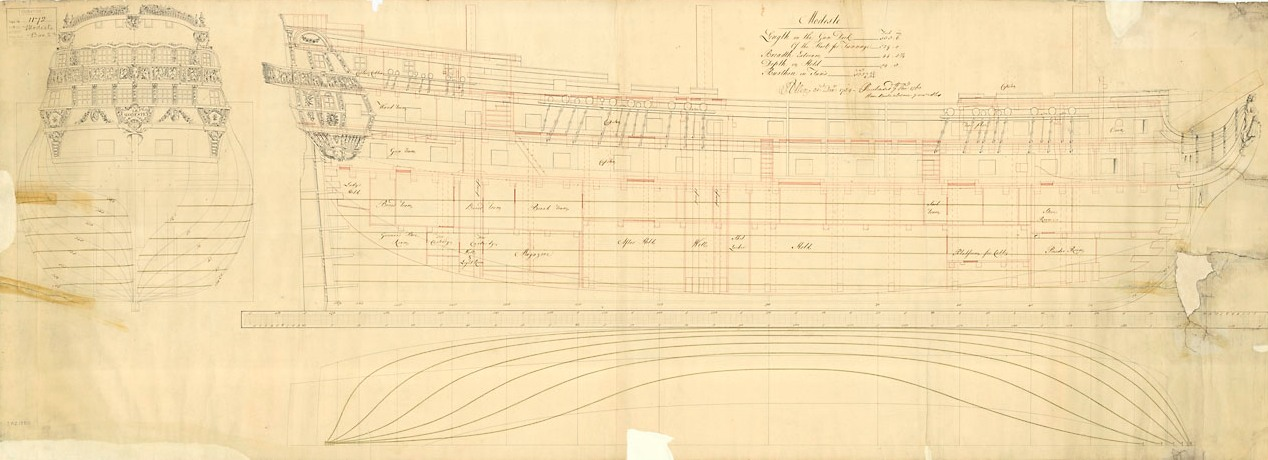
Plan du Modeste dressé par la Royal Navy après sa capture.

Le Modeste entre en service en pleine guerre de Sept Ans. A peine armé, il intègre l’escadre de douze vaisseaux et trois frégates aux ordres de La Clue-Sabran qui doit passer dans l’Atlantique pour y rejoindre l’escadre de Brest. L’objectif est de former une armée navale qui doit protéger un débarquement en Angleterre. Elle appareille de Toulon le 5 août 1759, mais elle est repérée et prise en chasse par l’escadre anglaise de Gibraltar alors qu’elle se disloque dans la nuit du 17 au 18 août à la suite de signaux mal compris. Au matin, elle ne compte plus que sept vaisseaux dont le Modeste alors que quatorze vaisseaux anglais sont lancés à leur poursuite.
Dans la bataille qui s’ensuit l’après-midi, le Modeste occupe la deuxième place sur la ligne française, derrière le Téméraire. Il n’y participe guère car le gros du combat se déroule sur l’arrière-garde française puis sur le centre, là ou se trouve le vaisseau amiral. Un vaisseau seulement est perdu, mais dans la nuit, deux bâtiments font défection, ce qui réduit l’escadre à quatre vaisseaux alors que les Anglais sont toujours là. La Clue donne l’ordre de se réfugier près de Lagos, pensant que la neutralité portugaise va le protéger. En vain. Sans avoir combattu, le Modeste est capturé avec tout son équipage le 19 août 1759 en compagnie d’un autre vaisseau (les deux autres sont incendiés). Sur l'intégralité de ce conflit catastrophique (1755-1763), le Modeste est l'un des trente-sept vaisseaux perdus par la France.

### Dans la Marine anglaise (1759-1800)
Le Modeste est amené jusqu’à Portsmouth où il stationne jusqu’en décembre. En janvier 1760, il est intégré à la Royal Navy sous le nom de HMS Modeste. Entre juin et juillet 1760, il subit une rénovation puis prend part aux opérations contre la France car la guerre se poursuit. Il est envoyé en Méditerranée. Le 17 janvier 1761, alors qu’il patrouille avec le HMS Thunderer (74) et deux frégates (la Thetis et la Favourite) au large de Cadix, il croise le vaisseau français l’Achille (64) et une frégate, la Bouffonne de 32 canons. Il réussit, avec la Thetis à rattraper cette dernière et à lui faire baisser pavillon (pendant que le HMS Thunderer fait la même chose avec l’Achille (en)).
Le HMS Modeste traverse ensuite l’Atlantique pour naviguer dans les Antilles (fin 1761). Il y intègre la puissante escadre de trente-cinq navires chargée d’attaquer la Martinique en janvier 1762. Après la capitulation de l’île le HMS Modeste reste dans les Antilles jusqu’à la fin de la guerre. Le vaisseau rentre en Angleterre en 1764. Il subit diverses réparations puis est affecté comme navire de garde à Portsmouth début 1771. En juin de cette même année, il part pour la Jamaïque et en revient fin 1772. De nouveau stationné à Portsmouth, il est aménagé en ponton entre juillet et août 1778, chargé d’héberger les nouvelles recrues de la Navy. Ne participant plus à aucun conflit, il conserve ce rôle jusqu’en 1800, date de sa mise à la casse.